# Фьерро, Омар
Омар Фьерро Марсен (исп. Omar Fierro Marcen) (10 октября 1963, Мехико, Мексика) — мексиканский актёр театра и кино, продюсер, режиссёр и телеведущий. Рост — 184 см.

## Биография
Родился 10 октября 1963 года в Мехико. В мексиканском кинематографе дебютировал в 1981 году и с тех пор снялся в 46 работах в кино и телесериалах. В 1995 году в связи с кризисом в телекомпании Televisa, он порвал с мексиканским кинематографом и переехал в Колумбию и зачислен в штаты телекомпании Caracol Television, однако в 1998 году вернулся в Мехико и зачислен в штаты телекомпании TV Azteca, где с этого момента он не только снимался, ну а также дебютировал в качестве телеведущего. Трижды номинирован на премии ACE и TVyNovelas, из которых он дважды победил.

## Фильмография

### Избранные телесериалы
- 1981 — ¡¡Cachún cachún ra ra!! — Titán.
- 1984 — ¡¡Cachún cachún ra-ra!! (Una loca, loca, preparatoria) — Titán.
- 1985 — Пожить немножко
- 1987 — Пятнадцатилетняя — Артуро.
- 1990 — Моя маленькая Соледад — Карлос.
- 1998 — Три жизни Софии — Федерико Видаурри.
- 2001 — Женские секреты — Гильермо.
- 2010 — Волчица — Игнасио Алькасар.

## Театральные работы
- Блоха в ухо
- Обман

## Телевидение

### Телеведущий
- 1999 — 
  - Добрый вечер с Омаром Фьерро.
  - Своя игра
- 2000-01 — Каждое утро.
- 2001-02 — Заработать с Омаром.
- 2002 — Хорошее настроение с Омаром Фьерро.
- 2007 — Добро пожаловать домой.